# リンカーン・パーク
リンカーン・パーク（Lincoln Park）は、アメリカ合衆国イリノイ州シカゴのミシガン湖に面した490haの広さの公園。
南北に長く、11kmにおよぶ。シカゴ最大の公共公園であり、レクリエーション施設として15面の野球場、6面のバスケットボールコート、2面のソフトボール場、35面のテニスコート、163面のバレーボールコート、付属建物、および1つのゴルフコースがある。
船舶施設を備えたハーバーやパブリックビーチもある。手入れされた庭園、動物園、温室植物園、ペギー・ノートバート自然博物館等が所在し、夏季には湖上シアターで野外パフォーマンスが催される。

## 歴史
アメリカ合衆国国家歴史登録財に1994年登録。
1843年に設置されたシカゴ市の墓地がリンカーン・パークの始まりである。これは後に、無縁墓地、カトリック墓地、ユダヤ墓地、一般市営墓地に分割される。1852年にはデイビッド・ケニソン(1736年生まれとされるので、事実であれば115歳まで生きたことになる)が市営墓地に埋葬された。他の埋葬された著名人にはシカゴ市長のジェームズ・カーティス(James Curtiss)がいるが、その遺体は墓地を公園化した際に失われた。これらの墓地は、1859年までシカゴ地区唯一の墓地であった。
1860年、シカゴ市議会は墓地を公園に変更することを決定した。1865年にはリンカーン大統領を記念して現公園名になった。今日でも、クーチ霊廟はリンカーン・パークが墓地であったことの最も分かりやすい例として、シカゴ歴史博物館の裏で木に囲まれて建っている。埋葬されているイラ・クーチ(Ira Couch)は、シカゴの最も初期の時代の宿屋の主人であり、トレモント・ハウス(Tremont House)を1835年に開いている。リンカーン・パークに埋葬されているのはクーチだけではない。1871年のシカゴ大火により墓石が破壊されたことも一因となり、残された埋葬遺体を取り除くことは困難だったのである。1998年にも、パーク内での工事作業中、19世紀以来残されていた遺体が掘り起こされている。
今日のリンカーン・パークの地から移転された墓の大規模で重要な一群として、ギャンプ・ダグラス(シカゴダウンタウンの南、当時のユニオン・ストック・ヤード社近く)で死亡した約4千人の南軍戦争捕虜達の墓がある。1862年から65年までそこに捕らえられていた捕虜達は、その北軍の悪名高い監獄での飢餓や病気、窮乏による劣悪な環境の結果、多くが死亡した。現在、墓所はシカゴ南部のオークウッズ墓地で見られる。4,000平米の集団墓地と1895年に南部の人々やシカゴの支援者により建立されたモニュメントは、亡骸を北部に埋葬された南部人達(当初はリンカーン・パークに埋葬され、南北戦争後に移動された)を永久にまつっている。作家のジョージ・リーヴィ(George Levy)によれば、多くの南軍捕虜の亡骸が、かつて無縁墓地があった現在の野球場でなお見つかるという。
1968年の民主党全国党大会では、会議場周囲やグラント・パーク、オールド・タウン地域で生じた武力衝突がクラーク・ストリート沿いのリンカーン・パークでも発生した。

## 動物園
リンカーン・パークが有名なのは、年中無休で無料のリンカーン・パーク動物園(Lincoln Park Zoo)によるところが最も大きい。動物園には、子供のために2つのセクションが設けられており、その一つのプリッツカー・チルドレン・ズー（Pritzker Family Children’s Zoo）には子供が遊べる屋内施設がある。もう一つはジョン・ディーア(John Deere)提供の農場エリア(Farm-in-the-Zoo)であり、豚や牛、馬などの農場にいる動物が飼育されている。子供は動物に餌やりをしたり触れたりできるほか、乳搾りの様子を見学することもできる。
リンカーン・パーク動物園の南端辺りにあるリンカーン・パーク・ラグーン（池）では、手漕ぎボートのレンタルが可能。木立に囲まれた池でのリラックスした時間やボート漕ぎを楽しめる。カヤックやカヌー、ボートを持ち込む人々もいる。

## 芸術

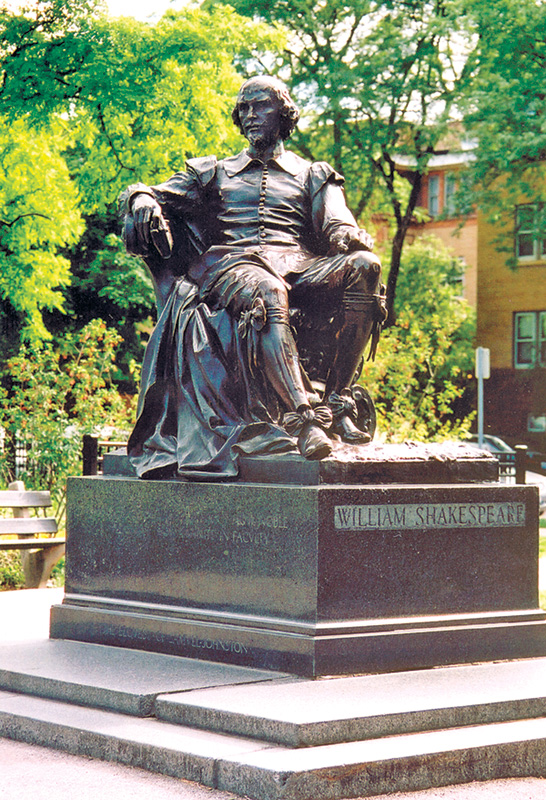
ウィリアム・シェイクスピアの像

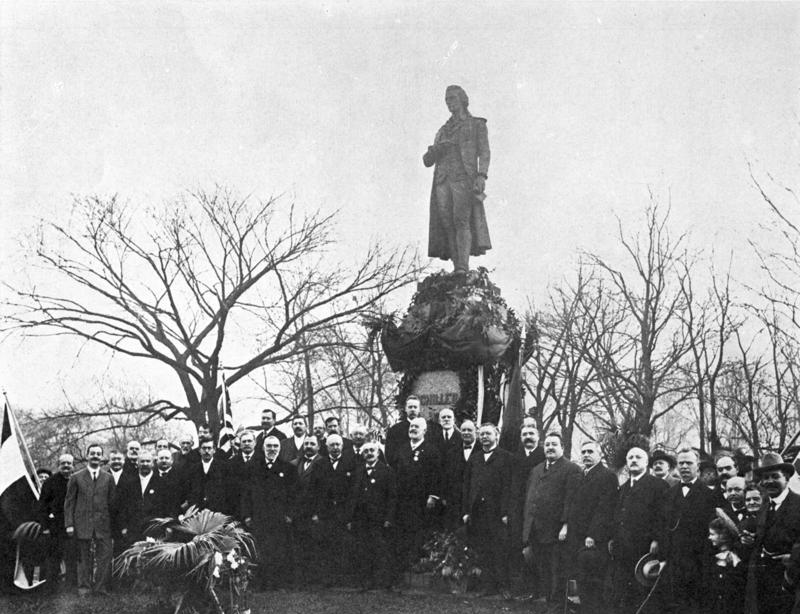
植物園近くに建つフリードリヒ・フォン・シラーの彫像

リンカーン・パークは彫刻でも有名である。動物園やパーク内を歩く人の目には、シカゴのすぐれた芸術作品が数多く入ってくる。
グラント・パークにエイブラハム・リンカーンの彫像があるように、リンカーン・パークにもユリシーズ・グラントの彫像(1891年、ルイス・レビッソ作)が、動物園南端のキャノン・ドライブを見渡すように建っている。またリンカーン・パークにあるリンカーンの彫像「リンカーン立像」(1887年製作)は、グラント・パーク内のリンカーン像の製作者でもある彫刻家オーガスタス・セント＝ゴーデンスによるものである。リンカーン立像はシカゴ歴史博物館の裏手にある。
グランド・パークとリンカーン・パークの両方に彫像があるもう一人の人物はアレクサンダー・ハミルトンであり、リンカーン・パークにある像はジョン・エンジェルにより製作された。
- ハンス・クリスチャン・アンデルセン像(1896年) - デンマークの作家アンデルセンの像。ジョン・ジラート作。ストックホルム・ドライブに建つ。
- ユージーン・フィールド記念碑(1922年) - シカゴ・デイリー・ニュースのコラムニストで「Little Boy Blue」、「Winken, Blinken, and Nod」を作詞した詩人ユージーン・フィールドを記念。エドワード・マッカートンのデザイン。
- ウィリアム・シェイクスピア像(1894年) - ウィリアム・パートリッジ作。シェイクスピアが椅子に座った像で、子供がひざ上に登ることもできる。
- ゲオルク・ショルティ胸像 - 元シカゴ交響楽団音楽監督の指揮者。動物園西側にあったが、2006年にグラント・パークへ移転。
- ヨハン・ヴォルフガング・フォン・ゲーテ像 - ドイツの詩人ゲーテの彫像。ディバーシー・アベニューとストックトン・ドライブの交差点近く。
- フリードリヒ・フォン・シラー像 - 動物園の西側入口近く。
- クワヌシラ(Kwanusila) - 高さ12mのトーテムポール。頂部にサンダーバードのクワヌシラが飾られている。アディソン・ストリート近く。
- ジョン・アルトゲルド像(1915年) - ヘイマーケット事件で暴徒を赦免した19世紀のイリノイ州知事の像。ディバーシー・アベニューの南に位置する。ガットスン・ボーグラム製作、1915年9月6日公開。ボーグラムは後にラシュモア山の大統領像を作成している。

## レクリエーション地域
リンカーン・パークには運動場、ゴルフコース、テニスコート、船舶施設、フットボール場、野球場、サッカー場、乗馬場などのレクリエーション活動ができる場所が多くある。

### ノース池
温室植物園の隣、フラートン・アベニューの北にあるノース池は、在来のプレーリーを復元した小さな池である。在来の植物は、多種の鳥、カメ、カエル、さらにはビーバーなど、極めて多様な野生生物をこの都市部の池に呼び寄せている(ビーバーについては、木を倒してしまうことから論争の種になってもいる)。他に、オオアオサギ、ゴイサギ、アメリカササゴイ、マガモ、アメリカオシ、ウタスズメ、キツツキが通常見られる。